# لودفيغ شميت
لودفيغ شميت (بالألمانية: Ludwig Schmitt)‏ هو لاعب شطرنج ألماني، ولد في 15 أبريل 1902 في آوغسبورغ في ألمانيا، وتوفي في 1980.

## وصلات خارجية
- لودفيغ شميت على موقع مباريات الشطرنج (الإنجليزية)
- لودفيغ شميت على موقع 365Chess.com (الإنجليزية)